# No Direction Home: Bob Dylan
No Direction Home: Bob Dylan is een muziekdocumentaire uit 2005 over de Amerikaanse  singer-songwriter Bob Dylan. De documentaire werd geregisseerd door Martin Scorsese.

## Inhoud
De documentaire schetst een portret van de bekende artiest Bob Dylan. Aan de hand van recente interviews en archiefbeelden wordt er dieper ingegaan op de periode 1961–1966. In deze periode ontpopte Bob Dylan zich tot een bekende zanger, schrijver en performer. Bovendien was 1961 ook het jaar waarin Bob Dylan naar New York verhuisde. Al deze aspecten van de artiest/het fenomeen Bob Dylan worden onder de loep genomen. Er wordt ook dieper ingegaan op de overstap van folk naar rockmuziek en Dylans vriendschap met zangeres Joan Baez. De interviews worden afgewisseld met concertfragmenten en muziekopnames.

## Productie
Plannen voor de documentaire No Direction Home waren er al snel. Jeff Rosen, de manager van Dylan, verzamelde heel wat interviews met vrienden en collega's van de artiest. Enkelen van de geïnterviewden waren de poëet Allen Ginsberg en de folkmuzikant Dave Van Ronck. Zij stierven beiden nog voor de documentaire uitkwam. Ook Suze Rotolo, de ex-vriendin van Dylan, werd geïnterviewd.
Maar Rosen begreep al gauw dat hij iemand ervaren nodig had om al het beeldmateriaal samen te stellen tot één grote film. Zo kwam Rosen terecht bij Hollywoodregisseur Martin Scorsese, die in 1978 ook de concertfilm The Last Waltz geregisseerd had. Scorsese begon in 2001 mee te werken aan het project. Ondertussen werden de interviews aangevuld met archiefbeelden die door Dylan bijeen werden gesprokkeld.
Op 26 en 27 september 2005 werd de documentaire uitgezonden op de Amerikaanse en Britse televisie. In de Verenigde Staten werd de docu uitgezonden als onderdeel van het PBS-programma American Masters. Een jaar later was de documentaire verkrijgbaar op dvd.
De titel van de documentaire verwijst naar een stukje tekst uit het nummer "Like a Rolling Stone" (1965).
- Gemeinsame Normdatei: 7526439-0
- Virtual International Authority File: 202977336